# 自性 (榮格心理學)
自性（Self），是荣格分析心理學中的四大原型之一。也就是心、性、或本性，人心靈的中心。有神的形象。

## 常見象徵
在夢中常以老智者或是助人動物的形象出現。以曼荼羅（mandala）為象徵。其他代表象徵有太陽，黃金，石頭，樹等等。

## 例子
- 荣格認為道教內丹術中所說的元神即是自性、識神即是自我。
- 日裔的荣格學者認為禪宗《十牛圖》中的牛是自性、牧童是自我。在這裡“牛”又稱“心牛”。

### 文学
- 赫爾曼·黑塞的《荒原狼》中的莫札特及其他的不朽者，以及給哈瑞條約與引哈瑞入舞廳的人，皆可視為哈瑞的自性。
- 《青蛙王子》中小公主的金球。

### 电影
- 《駭客任務》中的Morpheus。
- 《星際大戰》中的歐比王·肯諾比（Obi-Wan(Ben) Kenobi）及尤達（Yoda）。

### 游戏
- 《Remember11》中玩家的裏設定原型就是Self。